# Piero Toscani
Piero Toscani (28. juli 1904 – 23. maj 1940) var en italiensk bokser som deltog i de olympiske lege 1928 i Amsterdam.
Toscani blev olympisk mester i boksning under OL 1928 i Amsterdam. Han vandt en guldmedalje i vægtklassen mellemvægt. I finalen besejrede han Jan Heřmánek fra Tjekkoslovakiet. Der var 17 boksere fra 17 lande som stillede op i vægtklassen som blev afholdt fra den 7. til 11. august 1928.